# Кондраково (Владимирская область)
Кондраково — посёлок Муромского района Владимирской области Российской Федерации. Входит в состав Борисоглебского сельского поселения.

## География
Посёлок расположен на слиянии двух рек: Колпи и Ушны. Въехать можно только через мост. С остальных сторон посёлок окружён лесом. Поселок расположен в 35 км на север от Мурома.
Улицы:
- Заводская
- Зелёная
- Лесная
- Молодёжная
- Муромская
- Набережная
- Новая
- Полевая

## История
В конце XIX — начале XX века деревня Кондраково входила в состав Дубровской волости Муромского уезда. В 1859 году в деревне числилось 22 двора, в 1905 году — 37 дворов, в 1926 году — 68 дворов.
С 1929 года деревня являлась центром Кондраковского сельсовета Селивановского района, с 1940 года — в составе Талызинского сельсовета, с 1963 года — в составе Муромского района, с 2005 года — в составе Борисоглебского сельского поселения. 
До «Кондраковского завода резиновой обуви» был спиртовой завод, работавший до 1959—1960 г.

## Население
1. Н/Д[7]

## Достопримечательности
Памятник воинам, павшим во время Великой Отечественной войны.

## Экономика
- ОАО «Кондраковский завод резиновой обуви»[8]

Производит сапоги резиновые формовые рабочие и рыбацкие, галоши резиновые, сапоги из ПВХ с меховым чулком. Сапоги и ботинки суконные с подошвой из ПВХ, тапки мужские и женские, резиновые смеси, резинотехнические изделия.

## Образование
- Муниципальное общеобразовательное учреждение — Кондраковская начальная общеобразовательная школа. Директор: Бибенина Ольга Евгеньевна[9]
- Детский сад

Школа закрыта в 2012 году. Детский сад закрыт с 2015 года. Детей возят на школьном автобусе в село Молотицы (10 км от поселка Кондраково). Причиной закрытия послужило небольшое количество детей в классах и группах.  

## Инфраструктура
- Отделение почтовой связи 602215

## Эпидемия Африканской чумы свиней в 2016 году
В июле 2016 на ферме семьи Гудиных были зафиксировано несколько умерших свиней с признаками Африканской чумы свиней (АЧС). Ветеринарная служба усыпила и сожгла остальные 36 голов свиней с фермы. Ферма, очаг инфекции, была обработана специальным раствором. Заводчики получили компенсацию от области за каждый килограмм отчужденной свинины в размере 95 рублей за килограмм. 
В поселке был введен карантин и при въезде в поселок был поставлен дезинфекционной барьер. 